# 돼지코오소리
돼지코오소리(Arctonyx collaris)는 족제비과에 속하는 포유류의 일종으로 중앙아시아와 동남아시아에 널리 분포한다. IUCN 적색 목록에 멸종 취약 근접종(NT, Near Threatened)으로 등록되어 있으며, 분포 지역이 파편화되어 나타난다. 개체수가 빠른 속도로 감소하고 있는 것으로 추정하고 있다.

## 아종
4종의 아종이 알려져 있다.
- 큰돼지코오소리 (A. c. collaris) (Cuvier, 1825) - 히말라야산맥 동부 지역[3]
- 중국돼지코오소리 (A. c. leucolaemus) (Milne-Edwards, 1867) – 중국 북부의 간쑤성 남부부터 허베이성 지역까지의 지역.[3]
- 인도차이나돼지코오소리 (Arctonyx collaris dictator) (Thomas, 1910) – 태국 남부와 인도차이나[3]
- 버마돼지코오소리 (A. c. consul) (Pocock, 1940) – 인도 아삼 주부터 미얀마 지역[3]